# مؤسسة مترو الجزائر
شركة مترو الجزائر (EMA) هي شركة جزائرية متخصصة في النقل العام والمترو والترام، وهي متخصصة أيضًا في هندسة النقل.

## التاريخ
أُنشأت مؤسسة مترو الجزائر (م م ج) سنة 1984 بصفتها صاحب مشروع مفوض من طرف وزارة النقل من أجل تحقيق دراسات وإنجاز واستغلال شبكة النقل بالسكك الحديدية الحضرية سطحية وعبر الأنفاق المعروفة بمترو الجزائر.
منذ تحويلها سنة 1989 إلى مؤسسة عمومية اقتصادية، شركة ذات أسهم برأسمال يقدر بـ 380.000.000 د.ج، شرعت أيضا مؤسسة مترو الجزائر في تطوير قدراتها الخاصة بالدراسات والهندسة فيما يتعلق بالنقل وإنجاز مخططات المرور من خلال إنشاء مكتب دراسات للنقل الحضري (م دن ح) والذي أصبح فرعا لمؤسسة مترو الجزائر بنسبة 100 بالمائة.
في إطار مخطط تطوير النقل الحضري، تم تكليف مؤسسة مترو الجزائر بإنجاز عدد من المشاريع الجديدة منذ سنة 2005 ويتعلق الأمر على وجه الخصوص بدراسات وإنجاز واستغلال خطوط الترامواي عبر التراب الوطني بالإضافة إلى إنجاز وتجديد وإعادة التحديث التكنولوجي للمصاعد الهوائية عبر مختلف مدن البلاد.

## مهام المؤسسة
بصفتها صاحب مشروع مفوض من طرف وزارة النقل تقوم مؤسسة مترو الجزائر بإنجاز مشاريع في مجال النقل الحضري لحساب الدولة الجزائرية.
المؤسسة تقوم أيضا بضمان الدراسات والإنجاز والاستغلال لمشاريع النقل الحضري للمسافرين خاصة مشاريع المترو والترامواي بالإضافة إلى مشاريع النقل بالكوابل عبر عدة مدن بالجزائر.

## الشبكات المؤسسة
مترو الجزائر
ترامواي الجزائر
ترامواي وهران
ترامواي قسنطينة
ترامواي سيدي بلعباس
ترامواي ورقلة
ترامواي سطيف
ترامواي مستغانم